# Ghinzu
Ghinzu is een Belgische rockgroep, ontstaan in 1999 te Brussel.

## Geschiedenis
De groepsnaam is afkomstig van een Japans merk van messen die beter snijden naarmate ze meer gebruikt worden. In 2000 bracht ze hun debuutalbum Electronic Jacuzzi uit op hun eigen label Dragoon. Vier jaar later, in februari 2004, brachten ze het album Blow uit en traden ze op in een uitverkochte Ancienne Belgique te Brussel, samen met Sharko en Girls in Hawaii. 'Blow' werd een succes in Wallonië en Frankrijk, waar de single Do You Read Me? een hit werd. 
In juni 2005 verkocht Ghinzu de zaal l'Olympia in Parijs uit, gevolgd door een tour door Europa. Rond september werd Blow ook in Frankrijk, Zwitserland, Duitsland en Scandinavië uitgebracht. In Frankrijk speelden ze op een festival met Iggy & The Stooges. Rond april 2008 waren er al meer dan 90.000 exemplaren van Blow verkocht over Europa. In 2006 schreef de band de soundtrack voor de film Irina Palm (van de regisseur Sam Garbarski, met Marianne Faithfull in de hoofdrol). In 2006 werd de track Blow gebruikt in de slotscène uit de verfilming van Herman Brusselmans' Ex Drummer, door Koen Mortier. Dragster-Wave van het album Blow werd eveneens gebruikt voor de aftiteling en trailer van de film Taken. Na een optreden met Iggy & The Stooges op een festival in Frankrijk, loofde Iggy Pop de band met de woorden "You guys rock!".
Op 30 maart 2009 kwam hun derde plaat, Mirror Mirror, in de rekken. Met de eerste single ervan, Cold Love, zet de band zijn eerste stappen binnen het Vlaamse radiolandschap. Op 4 maart 2009 kwam de single De Afrekening binnen. Dit resulteerde indirect in een plaatsje op de affiche van Rock Werchter, waar ze optraden in de Marquee. Op 19 juni 2010 speelde Ghinzu in het voorprogramma van het concert van Muse in het Goffertpark te Nijmegen. Een ander bekend nummer is Take it easy.

## Bandleden
- John Stargasm: zang, piano, keyboard
- Greg Remy: gitaar, zang, vreemde dingen
- Mika Nagazaki: bas, gitaar
- Antoine Michel: drums
- Jean Waterlot: synths, gitaar, zang

### Ex-bandleden
- Kris Dane: keyboard, zang
- Fabrice George: drum
- Sanderson Poe: contrabas, zang

## Discografie[7]

### Albums
- Electronic Jacuzzi (2001)
- Blow (2004)
- Mirror Mirror (2009)

### Singles
- Do You Read Me? (2004)
- Cold Love (2009)